# ベレー帽を被った髭のある男
『ベレー帽を被った髭のある男』（ベレーぼうをかぶったひげのあるおとこ、蘭: Bebaarde man met een baret、英: Bearded Man with a Beret）は、17世紀オランダ絵画黄金時代の画家ヤン・リーフェンスが板上に油彩で制作した絵画である。リーフェンスがレイデンでレンブラントといっしょに制作していた時期の1630年に描かれた。この老人を表した絵画はトローニー (特定の人物の肖像画ではなく、人間の性格を表す作品) であると考えられている。現在、ワシントン・ナショナル・ギャラリーに所蔵されている。

## 展示歴
1990-1991年に、本作はサン・フランシスコ美術館で展示された。2008年にはミルウォーキー美術館で、次いでナショナル・ギャラリーで展示された。2008-2009年には、レンブラントの家で展示されている。2010年に、作品は、リンダ・カウフマン (Linda Kaufman) とジョージ・M・カウフマン (George M. Kaufman) 夫妻によりナショナル・ギャラリーに寄贈された。

## 作品
この絵画は、リーフェンスが数々のトローニーをエッチングで制作した時期 (1620年代と1630年代初期) に制作された。リーフェンスは、情感豊かな目を持つ老人を描くのが巧みであるといわれていた。老人の顔は右側上方を向いており、その口はあたかも話している途中で遮られたかのように半ば開いている。眉は寄り、目は光っている。頭部のベレー帽は、彼が学者か芸術家であることを示唆する。美術史家のアーサー・K・ウィーロック・ジュニアは、光が顔を撫で、その皺のある肌を明らかにしている老人の絵画であると評した。そして、リーフェンスが「老人の肌の透明性を薄い上塗りで仄めかす一方、素早い筆致による厚塗りを適用することによって肌の質感の粗さを示唆している」と述べた。 